# 前田あさの
前田 あさの（まえだ あさの、1905年（明治38年）11月 - 1979年（昭和54年）11月18日）は、大正末期から昭和初期にかけての日本の女性パイロット。1925年（大正14年）に三等飛行機操縦士免許を取得した、日本の女性パイロットの草分けの一人。結婚後の氏名は龍 あさの（りょう あさの）。

## 経歴
奈良県山辺郡福住村（現在の天理市）生まれ。生家は農家。高等小学校卒業。
1923年（大正12年）、17歳の時に飛行家になることを目指して東京に出ると、相羽有主催の日本自動車学校飛行科（日本飛行学校）に入校。学校の雑用などをこなしながら勉学に励んだ。
1925年（大正14年）12月14日、逓信省の試験に合格し、三等飛行機操縦士免許を取得。日本で4人目の女性パイロットとなった。
その後は郷里に帰って民間航空会社に勤めた。1928年（昭和3年）には二等飛行機操縦士免許を取得したという。地元新聞社である大和日報社の社機で祝賀飛行を行ったり、ビラ撒きを行ったりした。なお当時、パイロットを職業とするために必要な一等飛行機操縦士免許の門戸は女性に開かれていなかった。
1930年（昭和5年）には「父親への恩返し」のためとして山辺郡丹波市町（現在の天理市）下仁興の龍家に嫁ぎ、航空界から引退。以後は農業に専念し、6人の子を育てた。
1976年（昭和51年）、大正期を舞台にパイロットを目指す女性を描いたNHK連続テレビ小説『雲のじゅうたん』が放送されると、あさのもモデルの一人ではないかと注目された。同年、招かれて立川市（飛行訓練を行った立川飛行場が所在した）を訪問している。

## 備考
- 俳優の龍ともこは孫[2][8]。
- 『naranto（ナラント） 2011年版』（エヌ・アイ・プランニング）の特集記事「幕末から昭和を駆け抜けた「おんな」の人生 大和おんな偉人伝」があさの（記事では「アサノ」と表記されている）を取り上げ、家族に取材している[4]。